# Есватини на Олимпијским играма
Есватини (до 2018. познат као Свазиланд) се први пут појавио на Олимпијским играма 1972. године и од тада Свазиленд је пропустио Летње олимпијске игре само два пута. На игре које су одржане 1976. се придружио бојкоту Новог Зеланда од стране афричких земаља а 1980. се придружио бојкоту московске олимпијаде који су предводиле САД.
На Зимске олимпијске игре Свазиленд је послао своје представнике једино 1992. године и од тада није ниједном више учествовао. Представници Свазиленда, закључно са Олимпијским играма одржаним 2008. године у Пекингу, нису освојили ниједну олимпијску медаљу.
Национални олимпијски комитет Есватинија (eSwatini Olympic and Commonwealth Games Association) је основан 1971. а признат од стране Међународног олимпијског комитета 1972. године.

## Медаље

### Освојене медаље на ЛОИ
| Учешће и освојене медаље Свазиленда на ЛОИ |                           |                           |                           |                           |                           |                           |                           |                           |                           |                           |
| ЛОИ                                        | Носилац заставе           | Учешће                    | Муш.                      | Жене                      | спорт.                    | Злато                     | Сребро                    | Бронза                    | Укупно                    | Ранг                      |
| 1972 Минхен                                |                           |                           |                           |                           |                           | 0                         | 0                         | 0                         | 0                         |                           |
| 1976 Монтреал                              | Свазиленд није учествовао | Свазиленд није учествовао | Свазиленд није учествовао | Свазиленд није учествовао | Свазиленд није учествовао | Свазиленд није учествовао | Свазиленд није учествовао | Свазиленд није учествовао | Свазиленд није учествовао | Свазиленд није учествовао |
| 1980 Москва                                | Свазиленд није учествовао | Свазиленд није учествовао | Свазиленд није учествовао | Свазиленд није учествовао | Свазиленд није учествовао | Свазиленд није учествовао | Свазиленд није учествовао | Свазиленд није учествовао | Свазиленд није учествовао | Свазиленд није учествовао |
| 1984 Лос Анђелес                           |                           |                           |                           |                           |                           | 0                         | 0                         | 0                         | 0                         |                           |
| 1988 Сеул                                  |                           |                           |                           |                           |                           | 0                         | 0                         | 0                         | 0                         |                           |
| 1992 Барселона                             |                           |                           |                           |                           |                           | 0                         | 0                         | 0                         | 0                         |                           |
| 1996 Атланта                               |                           |                           |                           |                           |                           | 0                         | 0                         | 0                         | 0                         |                           |
| 2000 Сиднеј                                |                           |                           |                           |                           |                           | 0                         | 0                         | 0                         | 0                         |                           |
| 2004 Атина                                 |                           |                           |                           |                           |                           | 0                         | 0                         | 0                         | 0                         |                           |
| 2008 Пекинг                                |                           |                           |                           |                           |                           | 0                         | 0                         | 0                         | 0                         |                           |
| 2012 Лондон                                |                           |                           |                           |                           |                           | 0                         | 0                         | 0                         | 0                         |                           |
| 2016 Рио де Жанеиро                        |                           |                           |                           |                           |                           | 0                         | 0                         | 0                         | 0                         |                           |
| 2020. Токио                                |                           |                           |                           |                           |                           |                           |                           |                           |                           |                           |
| 2024. Париз                                |                           |                           |                           |                           |                           |                           |                           |                           |                           |                           |
| 2028. Лос Анђелес                          | предстојећи догађај       |                           |                           |                           |                           |                           |                           |                           |                           |                           |
| 2032. Бризбејн                             | предстојећи догађај       |                           |                           |                           |                           |                           |                           |                           |                           |                           |
| Укупно                                     |                           |                           |                           |                           |                           | 0                         | 0                         | 0                         | 0                         |                           |

### Освојене медаље на ЗОИ
| Учешће и освојене медаље Свазиленда на ЗОИ |                           |                           |                           |                           |                           |                           |                           |                           |                           |                           |
| ЛОИ                                        | Носилац заставе           | Учешће                    | Муш.                      | Жене                      | спорт.                    | Злато                     | Сребро                    | Бронза                    | Укупно                    | Ранг                      |
| 1992. Албервил                             |                           |                           |                           |                           |                           | 0                         | 0                         | 0                         | 0                         |                           |
| 1994. Лилехамер                            | Свазиленд није учествовао | Свазиленд није учествовао | Свазиленд није учествовао | Свазиленд није учествовао | Свазиленд није учествовао | Свазиленд није учествовао | Свазиленд није учествовао | Свазиленд није учествовао | Свазиленд није учествовао | Свазиленд није учествовао |
| 1998. Нагано                               | Свазиленд није учествовао | Свазиленд није учествовао | Свазиленд није учествовао | Свазиленд није учествовао | Свазиленд није учествовао | Свазиленд није учествовао | Свазиленд није учествовао | Свазиленд није учествовао | Свазиленд није учествовао | Свазиленд није учествовао |
| 2002. Солт Лејк Сити                       | Свазиленд није учествовао | Свазиленд није учествовао | Свазиленд није учествовао | Свазиленд није учествовао | Свазиленд није учествовао | Свазиленд није учествовао | Свазиленд није учествовао | Свазиленд није учествовао | Свазиленд није учествовао | Свазиленд није учествовао |
| 2006. Торино                               | Свазиленд није учествовао | Свазиленд није учествовао | Свазиленд није учествовао | Свазиленд није учествовао | Свазиленд није учествовао | Свазиленд није учествовао | Свазиленд није учествовао | Свазиленд није учествовао | Свазиленд није учествовао | Свазиленд није учествовао |
| 2010. Ванкувер                             | Свазиленд није учествовао | Свазиленд није учествовао | Свазиленд није учествовао | Свазиленд није учествовао | Свазиленд није учествовао | Свазиленд није учествовао | Свазиленд није учествовао | Свазиленд није учествовао | Свазиленд није учествовао | Свазиленд није учествовао |
| 2018. Пјонгчанг                            |                           |                           |                           |                           |                           |                           |                           |                           |                           |                           |
| 2014. Сочи                                 |                           |                           |                           |                           |                           |                           |                           |                           |                           |                           |
| 2022. Пекинг                               |                           |                           |                           |                           |                           |                           |                           |                           |                           |                           |
| 2026. Милано и Кортина                     | предстојећи догађај       |                           |                           |                           |                           |                           |                           |                           |                           |                           |
| 2030. Француски Алпи                       | предстојећи догађај       |                           |                           |                           |                           |                           |                           |                           |                           |                           |
| 2034. Солт Лејк Сити                       | предстојећи догађај       |                           |                           |                           |                           |                           |                           |                           |                           |                           |
| Укупно                                     |                           |                           |                           |                           |                           | 0                         | 0                         | 0                         | 0                         |                           |